# ARMA: Armed Assault
 (septembre 2014).
Si vous disposez d'ouvrages ou d'articles de référence ou si vous connaissez des sites web de qualité traitant du thème abordé ici, merci de compléter l'article en donnant les références utiles à sa vérifiabilité et en les liant à la section « Notes et références ».
Pour les articles homonymes, voir Arma.
ARMA: Armed Assault (stylisé ArmA: Armed Assault) est un jeu vidéo de tir tactique à la première et troisième personne développé par Bohemia Interactive Studio, sorti en 2006 sous Windows. Le jeu se situe entre Operation Flashpoint et ARMA II. Il reprend toutes les fonctionnalités qui ont fait le succès d'Operation Flashpoint, en les améliorant (de nombreux bugs du premier opus ont notamment été corrigés). Armed Assault comporte également de nouveaux graphismes, un moteur physique mis à niveau, et un nouveau système sonore. Il est décrit comme « la simulation de combat ultime ».
Le jeu a par la suite été renommé ARMA: Combat Operations (stylisé ArmA: Combat Operations)

## Spécificités
- Sahrani, une île de 400 km² accessible sans temps de chargement grâce à la technologie de streaming ;
- plus de 40 armes issues de la réalité, et 30 véhicules de combat, terrestres, navals ou aériens, tous accessibles ;
- un mode multijoueurs nerveux et une capacité théorique de plus de 100 joueurs (limite théorique : vitesse de connexion des serveurs et clients) ;
- le JIP « Join In Play », qui permet de rejoindre une partie multijoueurs en cours ;
- un éditeur de missions très puissant accessible à tous ;
- une communauté héritée de Operation Flashpoint sans cesse croissante qui contribue en matière d'addons et de missions.

## Campagne

### Histoire
Un petit contingent de l'US Army est envoyé sur l'île de Sahrani, dans l'océan Atlantique, afin de participer à l'instruction de la monarchie locale pro-américaine. Le Royaume de Sahrani du Sud, riche en ressources naturelles, a toujours été en opposition avec l'état voisin du nord, la République démocratique de Sahrani. Cependant, ces dernières années, la situation a évolué vers une coexistence tendue mais pacifique.
Cependant, la République démocratique de Sahrani ressent la formation des troupes du Sud par les États-Unis comme une menace. La nouvelle du départ des troupes américaines amène le Nord à planifier une attaque afin de profiter du sentiment de sécurité injustifié présent au Sud.

### Sahrani
Sahrani est une île imaginaire de l'océan Atlantique. Elle abrite deux pays très différents : au nord, la République démocratique de Sahrani est une dictature communiste, tandis qu'on trouve au sud une monarchie démocratique.
Le Sahrani du Sud possède un niveau de vie assez élevé grâce aux exportations de pétrole et d'autres marchandises et offre un décor plus luxueux que les paysages du nord. Par ailleurs, le climat est plus clément au sud, ce que reflète l'architecture locale.

## Matériel

### Armes

#### Fusil d'assaut
- Forces américaines : M4, M4 ACOG, M4 M203+CompM2, M4A1 ACOG, M4A1+ACOG, M4A1, QDS CompM2
- Corps d'armée royal sahrani : M16A2, M16A2+M203, G36, G36K, G36C
- Armée de libération de Sahrani : AK74, AK74+GP25, AKS74U, AKS74UN

#### Pistolets-mitrailleurs
- Forces américaines : MP5S6, MP5A5
- Corps d'armée royal sahrani : MP5S6, MP5A5

#### Mitrailleuses
- Forces américaines : M249, M240
- Corps d'armée royal sahrani : M240
- Armée de libération de Sahrani : PK

#### Fusils de sniper
- Forces américaines : M24, SPR
- Corps d'armée royal sahrani : M24
- Armée de libération de Sahrani : SVD Dragunov

#### Armes de poing
- Forces américaines : M9, M9 à silencieux
- Corps d'armée royal sahrani : M9, M9 à silencieux
- Armée de libération de Sahrani : Makarov PM, Makarov PM à silencieux

#### Lanceurs mobiles
- Forces américaines : FIM92 Stinger, M136 AT4
- Corps d'armée royal sahrani : FIM92 Stinger, M136 AT4
- Armée de libération de Sahrani : 9K32 Strela, RPG-7V

### Véhicules terrestres
- Forces américaines : M1A1 Abrams, M113A3 VTT, M163 Vulcan, M1126 Stryker VCI M2, M1126 Stryker VCI Mk19, M1134 Stryker LMAC, HMMWV, HMMWV M2, HMMWV Mk19, HMMWV TOW, camion 5t, camion découvert 5t, camion 5t+mitr.M2
- Corps d'armée royal sahrani : M113A3 VTT, M113 Ambulance, M163 Vulcan, camion 5t, camion 5t M2, 4x4 militaire tôlé, 4x4 militaire découvert, 4x4 militaire M2
- Armée de libération de Sahrani : BMP-2, BMP-2 Ambulance, T-72, ZSU-23-4 Shilka, BRDM2, BRDM2 LMAC, UAZ, UAZ-469 DShK, UAZ-469 canon sans recul, UAZ-469 AGS-30, Ural, Ural découvert, Ural munitions, Ural carburant, Ural dépannage.
- Civil : Voiture à hayon, berline, Ural civil, bus, tracteur, pick-up, 4x4

### Aéronefs
- Forces américaines : AH-1Z, AH-6, MH-6, UH-60L M134, UH60L FFAR
- Corps d'armée royal sahrani : AH-6, MH-6
- Armée de libération de Sahrani : Mi-17 (roquettes), Mi-17 (mitr.), Ka50

### Appui
- Forces américaines : Obusier M119, mitr.M2 statique
- Armée de libération de Sahrani : Obusier D-30, AGS-30, DShKM

### Embarcations
- Forces américaines : RHIB, CRRC
- Corps d'armée royal sahrani : CRRC
- Armée de libération de Sahrani : PBX

## Queen's Gambit
ARMA: Queen's Gambit est l'extension officielle de Armed Assault, sortie le 28 septembre 2007.
Elle met à jour le jeu avec le patch 1.08, et inclut un contenu supplémentaire :
- Deux îles :
  - Sahrani unifiée, 18 mois après les aventures de la campagne originale ;
  - Porto, petite île conçue pour le combat urbain multijoueur.

- Des unités, armes et véhicules supplémentaires :
  - l'équipe de mercenaires ;
  - le 6G30, un lance-grenades à capacité de 6 grenades par chargeur ;
  - les pick-ups civils équipés de mitrailleuses sur pied ;
  - un HMMWV « limousine » ;
  - le DC3, avion bimoteur des années 1940.

- Deux campagnes :
  - « Conflit de Rahmadi », 3 grandes missions composées d'assauts massifs sur les fortifications antagonistes, terminant ainsi la campagne officielle de Armed Assault ;
  - « Royal flush », 7 missions qui suivent l'épopée d'une équipe de mercenaires venus s'immiscer dans la paix fragile de Sahrani - avec la nouveauté d'un marchand d'armes.

- Deux missions officielles multijoueurs :
  - « Raid urbain », conçue pour une équipe de six joueurs ;
  - « Bataille de Porto », jusqu'à 40 joueurs en prise de position.

### Campagnes

#### Conflit à Rahmadi
Bengang a été capturé par l'armée des États-Unis. Les forces du corps armée royal de Sahrani (CARS) et leurs alliés commencent à rechercher les unités en fuite de l'armée de libération de Sahrani (ALS) qui se sont échappées dans les montagnes. Mais ils ne trouvent que quelques traces de celles-ci sur la côte. Le seul endroit logique où peuvent se réfugier ces unités est l'île de Rahmadi.
Les unités de l'ALS se sont regroupées et construisent des fortifications massives. L'ALS est dirigée par le président Richardicz, longtemps considéré mort. Les unités américaines sont désormais en attente, prêtes à embarquer et lancer l'attaque...

#### Flush Royal
Il y a deux ans, la république communiste au nord et le royaume pro-occidental du sud se scindèrent. Puis le nord envahit le sud. Avec l'aide de l'armée des États-Unis et de la communauté internationale, le sud vainquit et le régime communiste du nord s'effondra. L'île fut réunifiée. La paix et la prospérité s'installèrent. Cependant, le roi Joseph III, alias le Libérateur, périt dans un accident d'hélicoptère et la colère d'un nord appauvri éclata lorsque sa fille, la princesse Isabella, reprit le trône. Ce n'est pas encore une guerre civile déclarée. Les insurgés opèrent depuis des bases dans les collines du nord. Les soldats de la reine tentent de les débusquer. La vie est dure pour les civils. Et maintenant, un groupe de mercenaire a été appelé pour une mission très spéciale afin de régler la situation dans le secret.